# Засеев, Азамат Вячеславович
Азама́т Вячесла́вович Засе́ев (род. 29 апреля 1988, Орджоникидзе) — российский футболист, полузащитник.

## Карьера
Родился в городе Орджоникидзе. Играл за «Аланию», дубль самарских «Крыльев Советов». В течение восьми с половиной лет был игроком футбольного клуба «Уфа». Является игроком с наибольшим количеством проведенных матчей за клуб, а с сезона 2014/2015 являлся капитаном футбольного клуба «Уфа». 4 октября 2015 года в рамках чемпионата России против «Краснодара» в борьбе с защитником Стефаном Страннбергом получил перелом ноги и выбыл на несколько месяцев. 1 марта 2017 года в рамках Кубка России 2017 против «Анжи» забил свой первый гол в составе футбольного клуба «Уфа».
1 августа 2019 года расторг контракт с «Уфой» по обоюдному согласию сторон и вернулся в свой родной клуб «Алания».

## Достижения
- Серебряный призёр второго дивизиона (зона «Урал-Поволжье»): 2011/12 (выход в ФНЛ).